# 北海道の鉄道路線
北海道の鉄道路線（ほっかいどうのてつどうろせん）
- 「広域：」とは、その地域内の複数の部分にまたがる路線である。地域内で完結している。
- 「超広域：」とは、その地域と他の地域にまたがる路線である。
詳細は、その地域を含んだ親の地域の「広域」に同じ路線名を見つけることができる。
- 各路線の区間は『鉄道要覧』を基準としている。
- 同じ路線でも支線（別線）および事業種別の違う区間は別掲しており、各地方ごとに起点側から(1)、(2)…と番号を付けている。
- 特記無き路線は鉄道事業法に基づく鉄道路線、［軌道法適用］と記載がある路線は軌道法に基づく軌道路線である。

## 北海道
- 超広域 :
  - 北海道新幹線 （北海道旅客鉄道） : 新青森駅（本州 青森県） - 新函館北斗駅（渡島地方） (148.8 km)
  - 海峡線 （北海道旅客鉄道） : 中小国駅（本州 青森県） - 木古内駅（渡島地方） (87.8 km)
- 広域 :
  - 函館本線 （北海道旅客鉄道） : 函館駅（渡島地方） - 小樽駅（後志地方） - 札幌駅（石狩地方） - 旭川駅（上川地方）  (423.1km)
  - 室蘭本線 （北海道旅客鉄道） : 長万部駅（渡島地方） - 岩見沢駅（空知地方）  (211.0 km)
  - 根室本線 （北海道旅客鉄道） : 滝川駅（空知地方） - 富良野駅（上川地方）、新得駅（十勝地方） - 根室駅（根室地方）  (362.1 km)
  - 石勝線 （北海道旅客鉄道） : 南千歳駅（石狩地方） - 新得駅（十勝地方）  (132.4 km)
  - 石北本線 （北海道旅客鉄道） : 新旭川駅（上川地方） - 網走駅（網走地方）  (234.0 km)
  - 宗谷本線 （北海道旅客鉄道） : 旭川駅（上川地方） - 稚内駅（宗谷地方）  (259.4 km)
  - 釧網本線 （北海道旅客鉄道） : 東釧路駅（釧路地方） - 網走駅（網走地方）  (166.2 km)
  - 千歳線 （北海道旅客鉄道） : 白石駅（石狩地方） - 沼ノ端駅（胆振地方）  (56.6 km)

### 石狩地方
- 超広域 : 函館本線 千歳線 石勝線
- 広域 :
  - 札沼線 （北海道旅客鉄道） : 桑園駅（札幌市） - 北海道医療大学駅（石狩郡当別町）  (28.9 km)
- 札幌市
  - 札幌市営地下鉄南北線 （札幌市交通局） : 麻生駅 - 真駒内駅  (14.3 km)
  - 札幌市営地下鉄東西線 （札幌市交通局） : 宮の沢駅 - 新さっぽろ駅  (20.1 km)
  - 札幌市営地下鉄東豊線 （札幌市交通局） : 栄町駅 - 福住駅  (13.6 km)
  - 札幌市電一条線 （札幌市交通事業振興公社・軌道運送事業者）［軌道法適用］: 西4丁目停留場 - 西15丁目停留場  (1.3 km)
  - 札幌市電山鼻線 （札幌市交通事業振興公社・軌道運送事業者）［軌道法適用］: すすきの停留場 - 中央図書館前停留場  (4.0 km)
  - 札幌市電山鼻西線 （札幌市交通事業振興公社・軌道運送事業者）［軌道法適用］: 西15丁目停留場 - 中央図書館前停留場  (3.2 km)
  - 札幌市電都心線 （札幌市交通事業振興公社・軌道運送事業者）［軌道法適用］: 西4丁目停留場 - 狸小路停留場 - すすきの停留場 (0.4 km)
- 千歳市
  - 千歳線(1) （北海道旅客鉄道） : 南千歳駅 - 新千歳空港駅  (2.6 km)

### 空知地方
- 超広域 : 函館本線 室蘭本線 根室本線 石勝線
- 広域
  - 留萌本線 （北海道旅客鉄道） : 深川駅（深川市） - 石狩沼田駅（雨竜郡沼田町）  (14.4 km)

### 後志地方
- 超広域 : 函館本線

### 渡島地方
- 超広域 : 函館本線 海峡線（津軽海峡線） 室蘭本線
- 広域 :
  - 函館本線(1) （北海道旅客鉄道） : 大沼駅（亀田郡七飯町） - 森駅（茅部郡森町） 東森経由 (35.3 km)
  - 道南いさりび鉄道線 （道南いさりび鉄道） : 五稜郭駅（函館市） - 木古内駅（上磯郡木古内町）  (37.8 km)
- 函館市
  - 函館市電本線 （函館市企業局交通部）［軌道法適用］: 函館どつく前停留場 - 函館駅前駅  (2.9 km)
  - 函館市電宝来・谷地頭線 （函館市企業局交通部）［軌道法適用］: 十字街停留場 - 谷地頭停留場  (1.4 km)
  - 函館市電大森線 （函館市企業局交通部）［軌道法適用］: 松風町停留場 - 函館駅前駅  (0.5 km)
  - 函館市電湯の川線 （函館市企業局交通部）［軌道法適用］: 松風町停留場 - 湯の川停留場  (6.1 km)

### 胆振地方
- 超広域 : 室蘭本線 千歳線 日高本線
- 広域
  - 日高本線 （北海道旅客鉄道） : 苫小牧駅（苫小牧市） - 鵡川駅（勇払郡むかわ町）  (30.5 km)
- 室蘭市
  - 室蘭本線(1) （北海道旅客鉄道） : 東室蘭駅 - 室蘭駅  (7.0 km)

### 上川地方
- 超広域 : 函館本線 宗谷本線 根室本線 石北本線 石勝線
- 広域 :
  - 富良野線 富良野駅（富良野市） - 旭川駅（旭川市）  (54.8 km)

### 宗谷地方
- 超広域 : 宗谷本線

### 網走地方
- 超広域 : 石北本線 釧網本線

### 十勝地方
- 超広域 : 根室本線 石勝線

### 釧路地方
- 超広域 : 根室本線 釧網本線

### 根室地方
- 超広域 : 根室本線